# Gunnarskogs församling
Gunnarskogs församling är en församling i Västra Värmlands kontrakt i Karlstads stift. Församlingen ligger i Arvika kommun i Värmlands län och ingår i Arvika pastorat.

## Administrativ historik
Församlingen har medeltida ursprung. 1850 utbröts Bogens församling.
Församlingen var till 1 maj 1871 annexförsamling i ett pastorat med Arvika församling som moderförsamling. Från 1 maj 1871 till 2010 moderförsamling i pastoratet Gunnarskog och Bogen. 2010 införlivades Bogens församling och församlingen utgjorde därefter till 2014 ett eget pastorat. Från 2014 ingår församlingen i Arvika pastorat.

## Organister
| Period    | Namn                 | Levnadstid | Övrigt   |
| --------- | -------------------- | ---------- | -------- |
| 1799-1804 | Petter Rosenquist    | 1778-1804  | Organist |
| 1805-1830 | Lars Jonsson Berglöf | 1774-1830  | Organist |
| 1830-1832 | Sven Berglöf         | 1803-1879  | Organist |
| 1833-1863 | Jonas Ullmark        | 1808-1863  | Organist |
| 1866-1874 | Karl Rudén           | 1830-1874  | Organist |

## Kyrkor
- Gunnarskogs kyrka
- Bogens kyrka